# Night of the Living Dead Boys
Night of the Living Dead Boys – trzeci album zespołu The Dead Boys wydany w 1981 przez wytwórnię Bomp! Records. Materiał nagrano w marcu 1979 podczas koncertu w nowojorskim klubie "CBGB".

## Lista utworów
1. "Detention Home" (C. Chrome, S. Bators) – 3:41
2. "Caught with the Meat in Your Mouth" (S. Bators) – 2:59
3. "All This and More" (J. Zero) – 3:05
4. "3rd Generation Nation" (C. Chrome, S. Bators) – 2:27
5. "Tell Me" (M. Jagger, K. Richards) – 2:43
6. "Catholic Boy" (S. Bators) – 3:06
7. "Won't Look Back" (J. Zero) – 2:53
8. "Ain't It Fun" (C. Chrome) – 4:22
9. "What Love Is?" (C. Chrome, S. Bators) – 2:19
10. "Ain't Nothin' to Do" (C. Chrome) – 2:46
11. "I Need Lunch" (J. Zero, S. Bators) – 3:44
12. "Son of Sam" (J. Zero, S. Bators) – 5:41
13. "Sonic Reducer" (C. Chrome, J. Zero, S. Bators) – 3:00

## Skład
- Stiv Bators – śpiew
- Cheetah Chrome – gitara
- Jimmy Zero – gitara
- Jeff Magnum – gitara basowa
- Johnny Blitz – perkusja

produkcja
- Charlie Martian – inżynier dźwięku
- Greg Shaw – producent
- Stiv Bators – producent